# Палазлар
Палазлар е историческо село в югоизточна България. То има предимно турско население, което се изселва след Руско-турската война от 1877 – 1878 година. Селото е закрито през 1888 година и днес е землището му е част от землището на село Горица.